# 小行星7995
小行星7995（英語：7995 Khvorostovsky）是一颗围绕太阳公转的小行星。1983年8月4日，柳德米拉·卡拉季奇在克里米亚发现了此天体。
这颗小行星的绝对星等为112.68041等。